# Naturreservat Hochmoor im Tal der Iser
Das Naturreservat Hochmoor im Tal der Iser (polnisch Rezerwat przyrody Torfowiska Doliny Izery), geschaffen durch die Verordnung Nr. 8/2000 der Woiwodschaft Niederschlesien liegt in den Gemeinden Mirsk (Świeradów-Zdrój) und Szklarska Poręba im polnischen Isergebirge auf dem Hohen Iserkamm am Oberlauf der Iser.

## Geographie
Das Naturschutzgebiet nimmt eine Fläche von 529,36 ha Hektar ein und liegt auf der Alm Hala Izerska unweit der Bergbaude Górzystów-Hütte. Es umfasst die Hochmoore, die sich hier seit der letzten Eiszeit gebildet haben und in ihren tieferen Schichten bis zu 11.000 Jahre alt sind. Die dicke der Moore erreicht bis zu sechs Meter.

## Fauna und Flora
Ziel des Schutzes ist es, die Hochmoore zu erhalten und Torfmoore und deren Ökosysteme aus Sumpf- und Feuchtwäldern mit den Lebensräumen der Sümpfe zu regenerieren. Das Hochmoor ist Brutgebiet der
Bekassinen und des Grauen Kranichs und Überwinterungsgebiet des Birkhuhns.